# Percy Edward Kent
Percy Edward Kent (* 18. März 1913 in West Bridgford, Nottinghamshire; † 9. Juli 1986 in Chesterfield, Derbyshire) war ein britischer Geologe (Erdölgeologie).

## Leben und Schaffen
Kent studierte an der University of Nottingham bei Henry Hurd Swinnerton mit dem Bachelor-Abschluss 1934 (der damals noch als Externer bei der Universität London abgelegt wurde). 1934/35 begleitete er Louise Leakey und Mary Leakey in der Erkundung der Olduvai-Schlucht. Seine geologisch-paläontologischen Untersuchungen auf dieser Expedition bildeten die Basis für seine Promotion an der Universität London 1939 (Dissertation: The Miocene beds of Kavirondo, Kenya). Kent war ab 1936 bei der Anglo-Iranian Oil Company (der späteren BP) in der Erdölexploration, zunächst in Großbritannien (Erdölfunde 1939 in Eakring).  Im Zweiten Weltkrieg diente er in der RAF in der Auswertung von Luftbildern speziell in Hinsicht auf Produktion synthetischen Erdöls, was sich auch noch für die Amerikaner im Krieg gegen Japan fortsetzte – er gehörte zu einer wissenschaftlichen Kommission die Hiroshima und Nagasaki nach den Atombombenabwürfen besuchte. Ab 1946 war er wieder bei BP, zunächst im Iran, 1951 bis 1955 in Ostafrika und 1955 bis 1957 in Papua-Neuguinea, danach in Kanada und Alaska und ab 1960 im Hauptquartier in London. Von 1966 bis 1971 Chefgeologe von BP, wobei er auch viel weltweit auf Explorationsreisen war.
1955 erhielt er die Bigsby Medal, 1969 die Murchison-Medaille und 1971 die Royal Medal. Er wurde 1966 Fellow der Royal Society. Von 1974 bis 1976 war er Präsident der Geological Society of London und er war deren Fellow. 1973 wurde er geadelt. 1958 erhielt er einen D.Sc. der Universität London.
Kent war 1973 bis 1977 Vorsitzender des Natural Environment Research Council. Von 1977 bis 1986 war er wieder in der Erdölindustrie, zum Beispiel im Aufsichtsrat der London & Scottish Marine Oil Co.
Kent heiratete 1940 Betty Hood und ist der Vater der Literaturwissenschaftlerin Helen Cooper. Nach dem Tod seiner ersten Frau 1974 heiratete er 1976 Lorna Ogilvie.